# Обсада на Овиедо
Обсадата на Овиедо е част от Гражданската война в Испания и продължава от 19 юли до 16 октомври 1936 г. Градският гарнизон, под командването на полковник Антонио Аранда, застава на страната на националистическият бунт и устоява, докато не бъде подкрепен от националисти от Галисия.

## Бунт
След избухването на военен бунт в Испанско Мароко на 17 юли 1936 г. срещу правителството на републиката, синдикатите и левите партии започват да формират милиции (milisianos) и да се въоръжават, за да се борят с бунтовниците. В Овиедо, столицата на провинция Астурия, Антонио Аранда първоначално обявява, че остава лоялен към законното правителство на републиката, но на 19 юли става част от военния бунт, подкрепен от войници, гражданска и щурмова гвардия. Те овладяват града без особена съпротива.
Ситуацията обаче не е лесна за бунтовниците, тъй като останалата част от провинцията остава лоялна към правителството, чиито многобройни милиции скоро обграждат града. Бунтовниците имат предимството да бъдат много по-добре обучени и въоръжени. В допълнение, републиканските сили се сблъскват с друг военен бунт в Хихон, който има пристанище, чието запазване е от стратегическо значение за правителството, така че основната им сила продължава да обсажда този град.

## Начало на защитата
След превземането на Хихон, на 16 август, всички републикански милиции, които са концентрирани там, се придвижват към Овиедо. Месец без бой позволява на бунтовниците да се подготвят за отбраната на града. Те заемат хълмовете около града и ги укрепват. В Овиедо се намират запаси от храна и вода, необходими за дълга защита. Освен това обсадените знаят, че бунтовническите войски от Галисия са изпратени да спасят града.
До 4 септември се водят незначителни битки, но след това републиканците започват яростна въздушна и артилерийска бомбардировка на града. Четири дни по-късно нападателите се опитват да превземат най-отдалечения пост. След 12-часова битка, подкрепена от три танка Trubia A-4 (испанска версия на Рено FT17), бунтовниците отблъсват правителствените милиции.
Градът е подложен на ежедневен артилерийски обстрел и понякога и въздушен. Голямото предимство на милициите е тяхното числено превъзходство: те са повече от 10 000 срещу 3 000 бунтовници. През септември обсадата става все по-жестока и милицията превзема няколко от хълмовете, които заобикалят града, и прекъсва водоснабдяването. Това води до разпространението на тиф сред военните и цивилните. Републиканците имат свои проблеми: малко боеприпаси, така че претърпяват огромни загуби и напредват бавно.

## Последна атака и деблокада
На 4 октомври милициите на Народния фронт започват масирана атака срещу града. Нападателите бързат, тъй като частите на националистите от Галисия са вече на 40 км от Овиедо.
На 12 октомври републиканците успяват да влязат в града, където започват улични боеве. Нападателите обикалят от къща на къща, правейки дупки в стените, свързващи къщите. Защитниците остават без патрони и често битката преминава в ръкопашен бой. Когато Аранда има само 500 останали защитници, той се оттегля в казармите и по радио, захранвано от автомобилен акумулатор, призовава защитниците „да се бият като испанци докрай“. Той изпраща съобщение до националистическа колона за помощ от Галисия, заявявайки, че въпреки че неговите войски са свършили боеприпасите, те ще се бият до последно.
Накрая на 16 октомври националистическите войски навлизат в града и се присъединяват към последните обсадени. Републиканците, които също са почти без муниции, спират атаките си и се оттеглят на позициите си, заети в началото на обсадата.
Националистите пробиват тесен коридор в Овиедо и държат града още една година, до края на войната в Севера.